# Sint-Vituskerk (Wechmar)
De Sint-Vituskerk (Duits: Sankt-Viti-Kirche) in Wechmar is een van de grootste dorpskerken van de Duitse deelstaat Thüringen.

## Geschiedenis

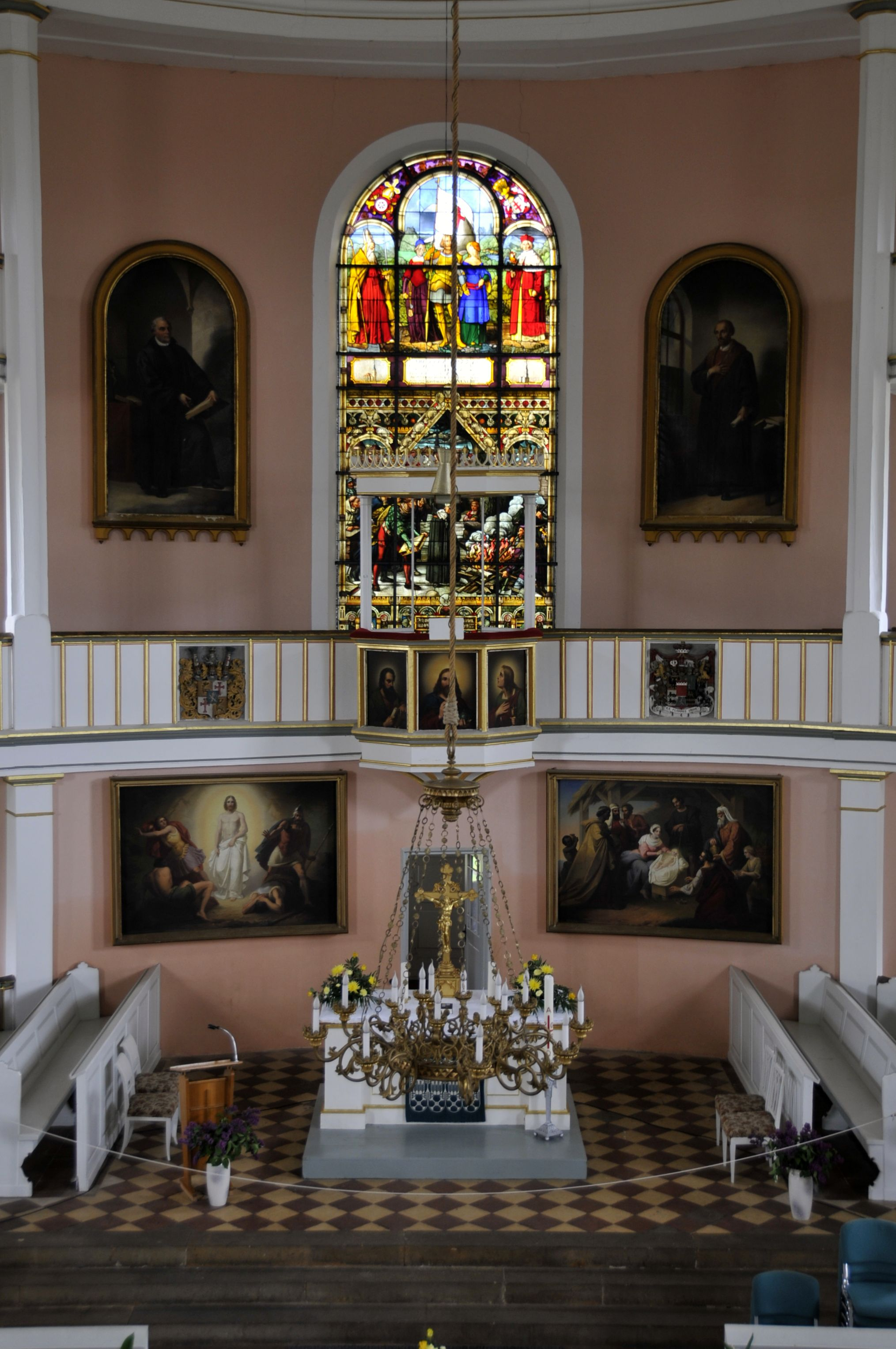
Interieur

Volgens de overlevering zou Bonifatius als apostel van Thüringen zich hier opgehouden hebben en in de 8e eeuw op de plaats de eerste steen voor de kerk gelegd hebben. Oude kronieken vermelden dat hier Peter Zinke als eerste priester werkte. Vanaf 1467 werd in drie verschillende bouwfasen een nieuwe kerk gebouwd. De kerkpatroon van de kerk is een van de veertien noodhelpers en de kerk vormde voor de bewoners van Eichsfeld een tussenstation op de pelgrimstocht naar Vierzehnheiligen. Deze status raakte de kerk na de reformatie in 1524 kwijt en het reliek van de heilige Vitus werd op het kerkplein verbrand.
In 1652 kreeg de kerk een nieuw orgel en in 1664 volgde een renovatie van het bouwwerk. De toren werd meerdere malen door de bliksem getroffen. Nadat op 4 maart 1817 tijdens een zwaar onweer er opnieuw brand uitbrak als gevolg van een blikseminslag en de brand wegens onvoldoende waterdruk niet geblust kon worden, werd de spits ten slotte door moedige mannen afgezaagd. Het voorval leidde tot spot en hoon in de omgeving, met name in de omliggende gemeenten, en uiteindelijk koos men ervoor om de toch al bouwvallige kerk in 1832 geheel af te breken.
De nieuwe kerk werd naar het ontwerp van de architect Kuhn gebouwd. Het gebouw werd op 7 november 1843 ingewijd en met een hoogte van 68 meter werd de toren met zijn vier klokken het symbool van Wechmar.
Het dorp wist met de televisie-uitzending "Ein Dorf" voor de restauratie van de kerk een tweede prijs in de wacht te slepen. Met het gewonnen geldbedrag van EUR 50.000 en een aantal giften van andere donoren kon het dak van nieuwe leisteen worden voorzien en het muurwerk worden gerenoveerd.

## Interieur
Het kerkgebouw is een echte protestantse centraalbouw met rondlopende galerijen en op een centrale plaats het altaar en de kansel. De kansel wordt versierd met de schilderijen van Jezus en de vier evangelisten. Achter het altaar hangen de door de hofschilder Jacobsen geschilderde schilderijen van de Verrijzenis van Christus en de Geboorte van Christus. Het gebrandschilderd glas achter de kansel toont de Thüringse graaf Von Gleichen met zijn twee vrouwen geflankeerd door de schutspatronen Vitus en Bonifatius. Daaronder wordt de voorstelling van Maarten Luther uitgebeeld, die in Wittenberg de pauselijke bul waarin hij werd veroordeeld verbrandt. Rechts en links van het venster hangen de schilderijen van Melanchthon en Luther, die door de hofschilder Jenichen werden vervaardigd. Uit de periode van voor de reformatie bleven enkele voorwerpen bewaard, zoals het grote crucifix en enige oude grafstenen. Het orgel werd gebouwd door Ludwig Wilhelm Hähner.

## Kerkhof
Bijzonder is het graf van Herrmann Kerst. Als 20-jarige viel hij in de Frans-Duitse Oorlog op 2 september 1870 tijdens de Slag bij Sedan. Zijn familie plantte op het graf in Wechmar een kleine eik en plaatste er een houten kruis. In de loop der jaren werd het kruis door de eik omsloten. De eik staat tegenwoordig als vredeseik symbool voor een vreedzame samenleving in Wechmar. Het houten kruis werd in 2012 verwijderd en in 2014 vervangen door een nieuw kruis.

## Afbeeldingen

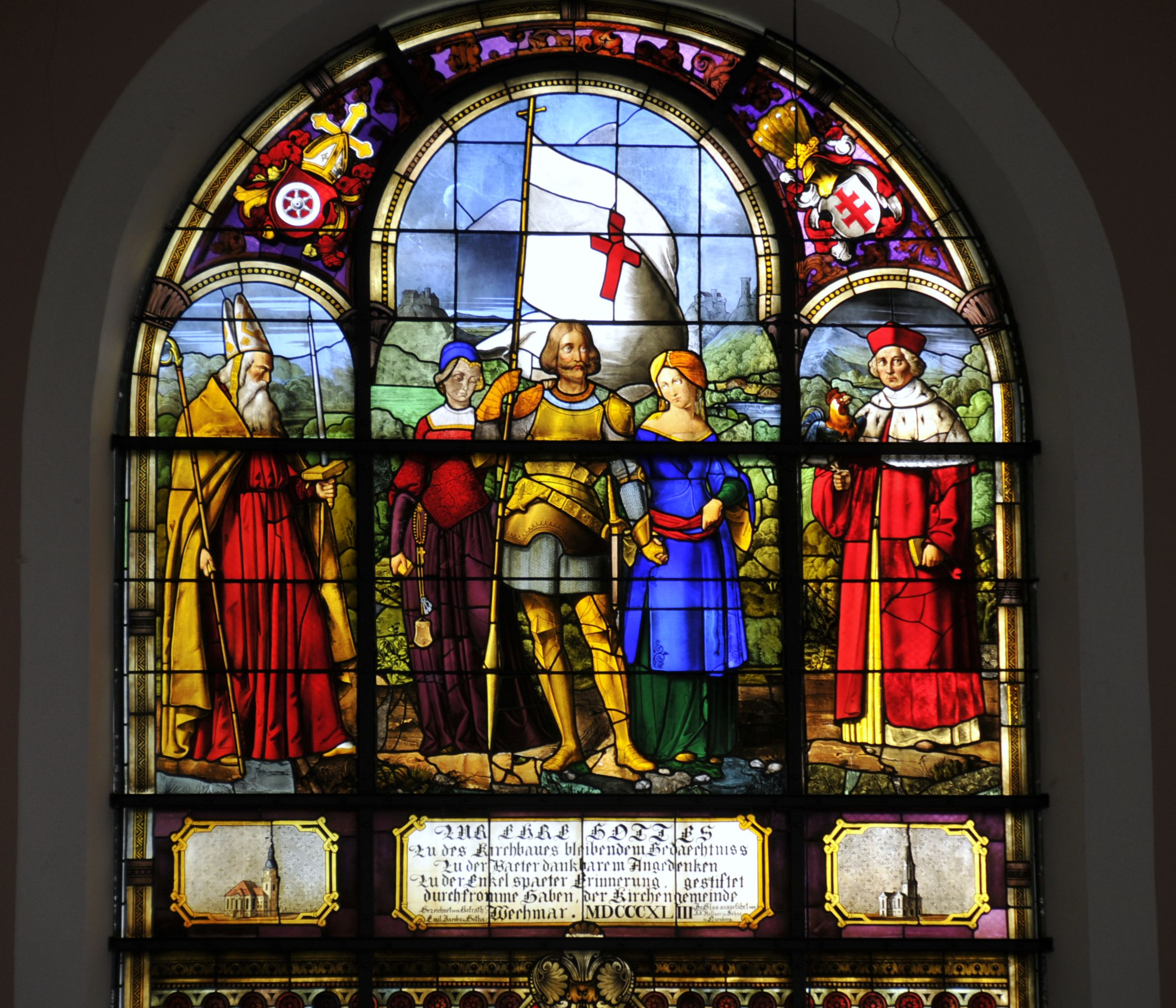
Gebrandschilderd venster
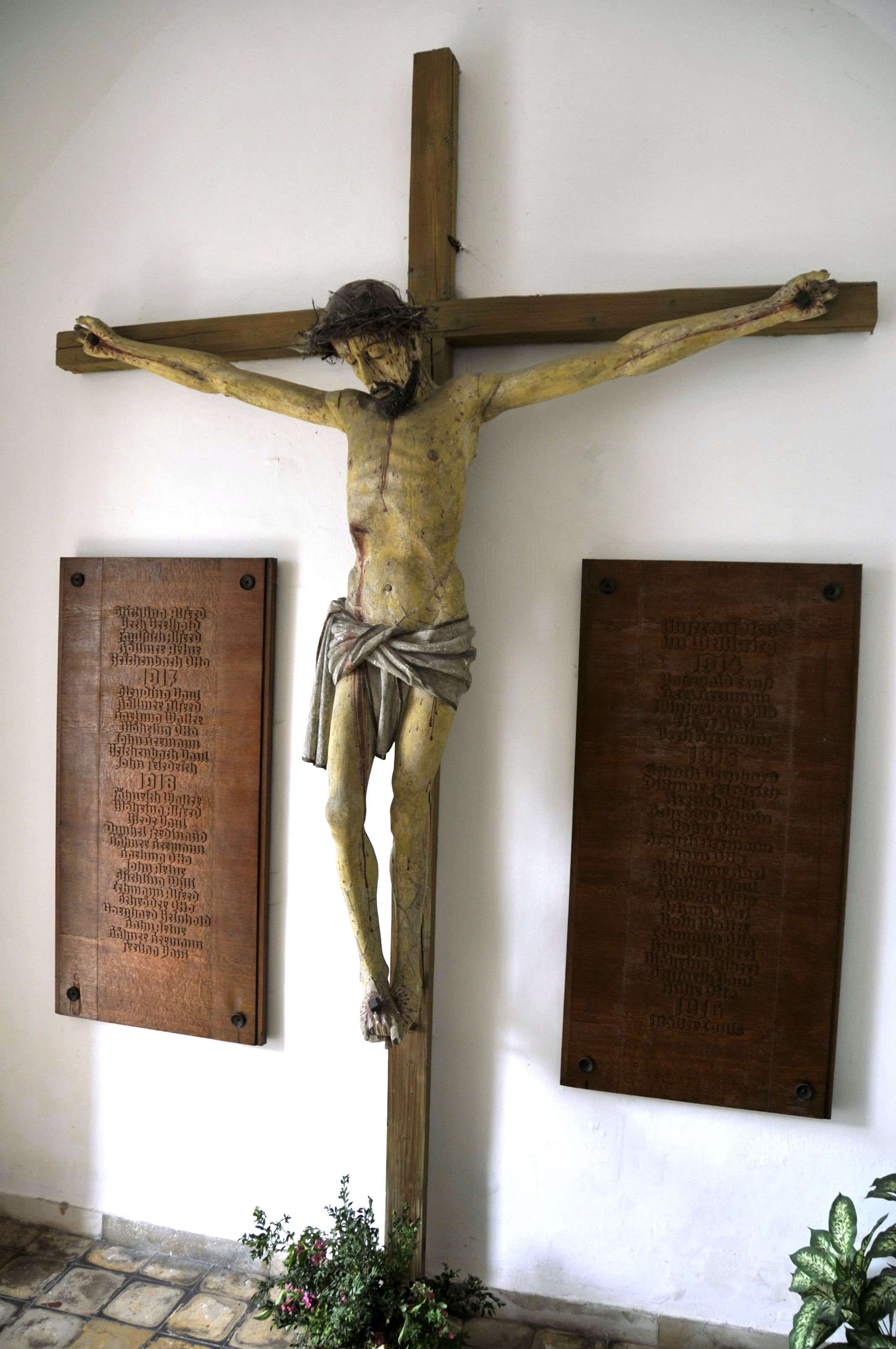
Crucifix met plaquettes slachtoffers van de Eerste Wereldoorlog
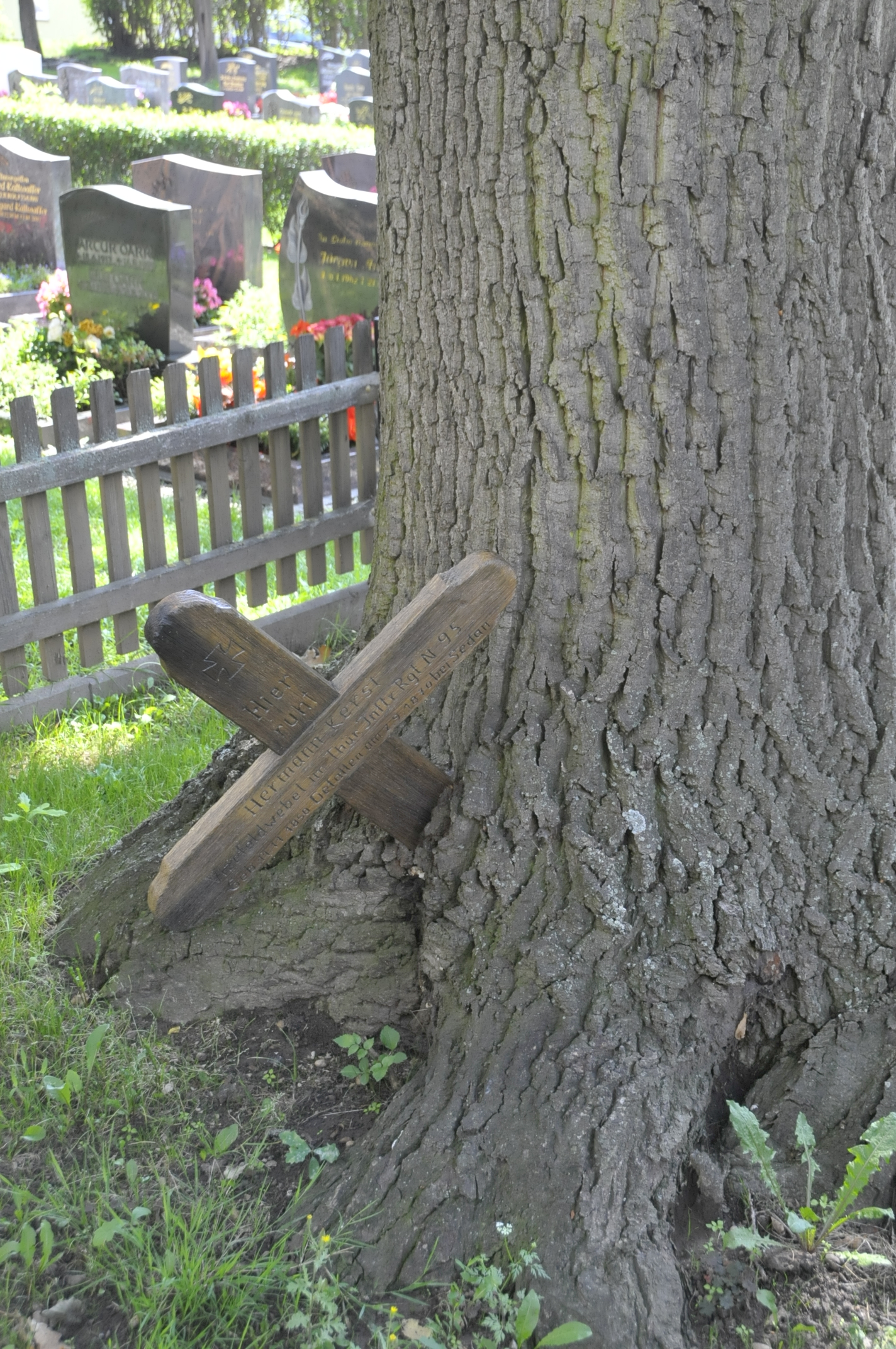
De vredeseik met het op 31 juli 2014 geplaatste nieuwe kruis